# St. Martin (Oberisling)

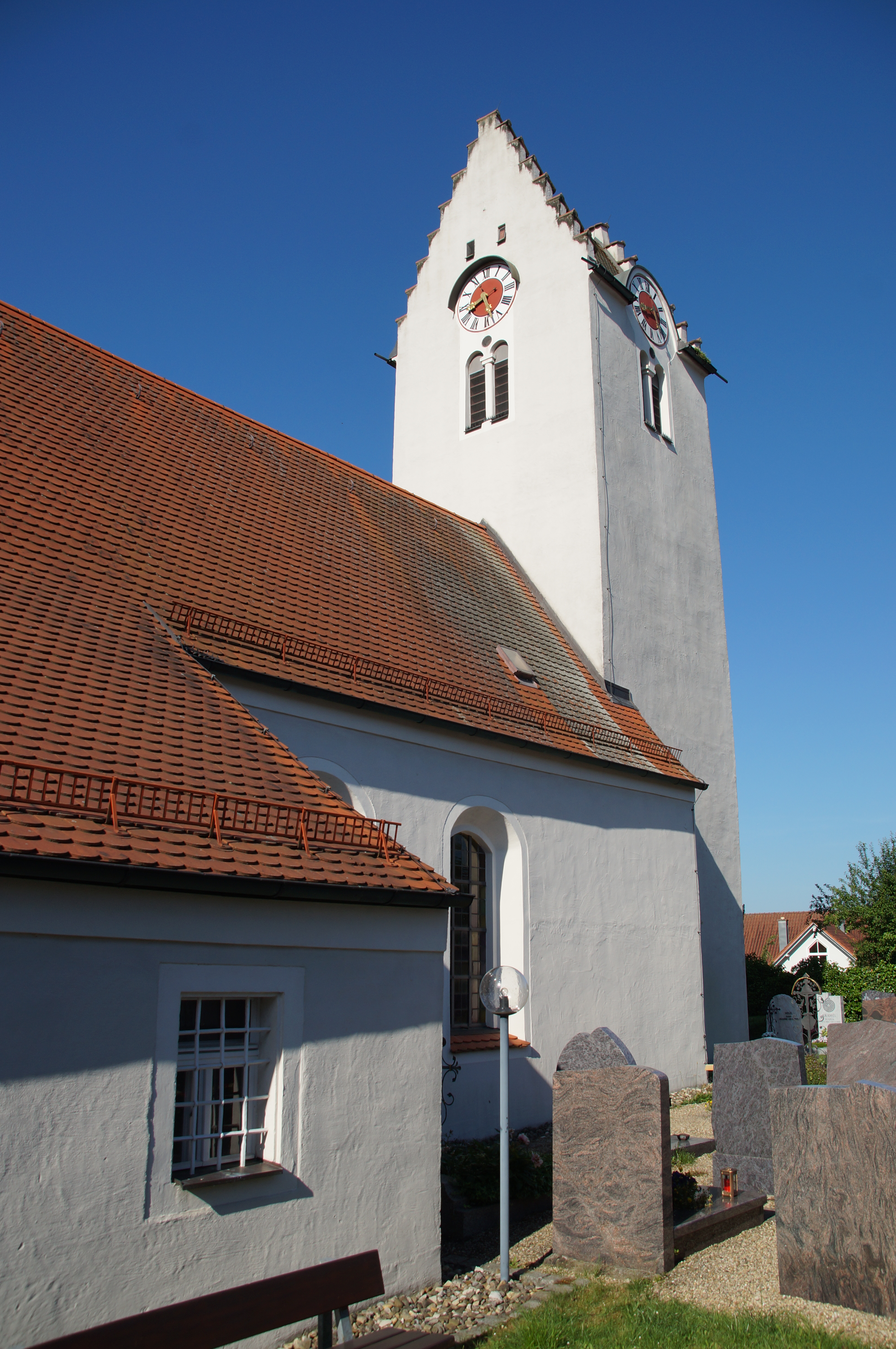
Katholische Filialkirche St. Martin

Die katholische Filialkirche St. Martin  steht in der Zehentstraße 10 im Stadtteil Oberisling von Regensburg.
Die Kirche ist ein spätromanischer Saalbau mit abgewalmtem Satteldach und Fassadenturm mit Treppengiebeln aus dem 13. Jahrhundert. Der Chor ist aus dem 14. Jahrhundert. Das Langhaus wurde ab 1727 umgebaut.
Die Friedhofsmauer mit übergiebeltem Tor ist aus der Barockzeit.

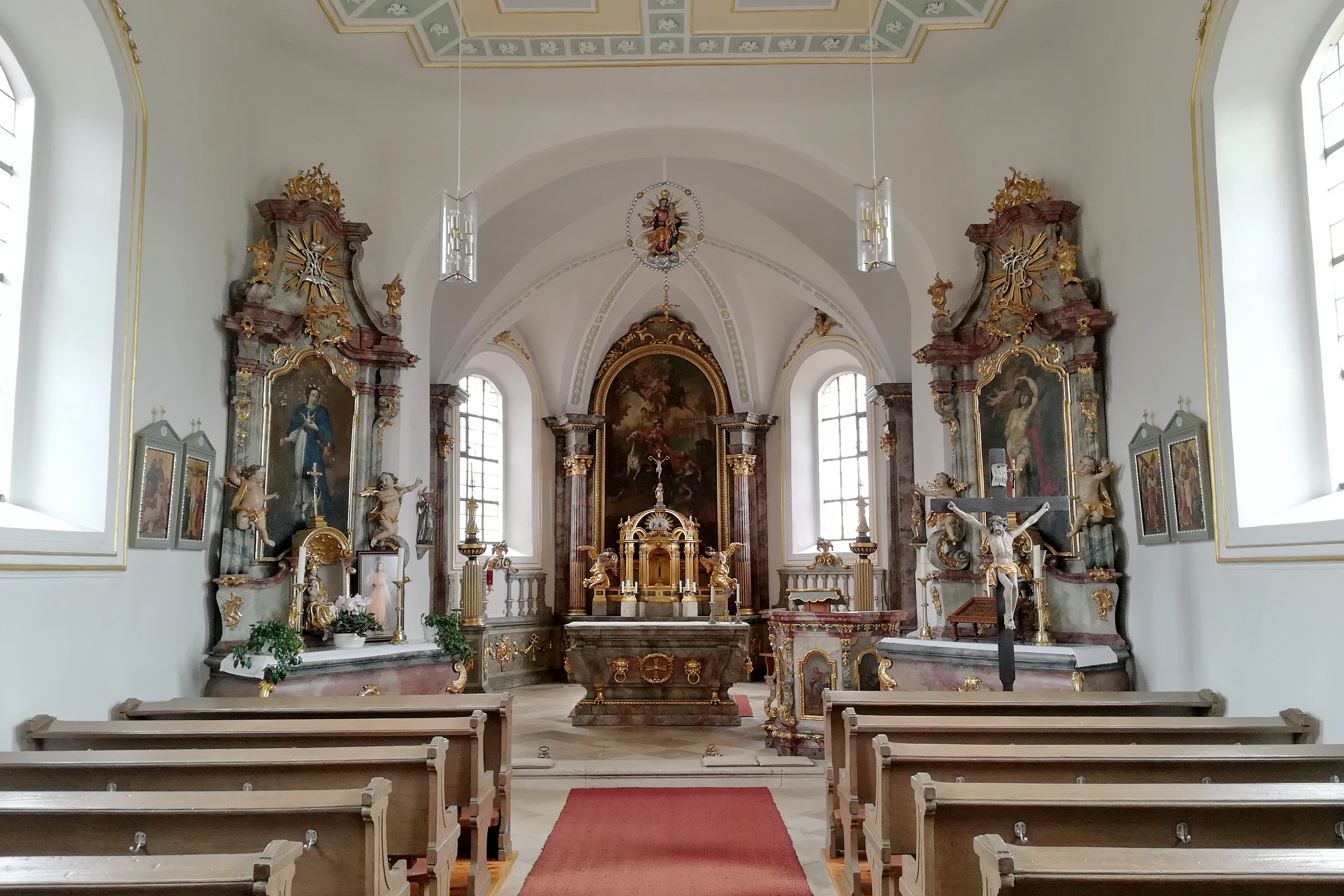
Filialkirche St. Martin: Innenraum